# کارگاه رنگرزی قد کگار
کارگاه رنگرزی قد کگار مربوط به دوره قاجار است و در کاشان، خیابان بابا افضل، بازار گذر نو، کوچه امامت واقع شده و با شمارهٔ ثبت ۲۶۶۰۳ به‌عنوان یکی از آثار ملی ایران به ثبت رسیده است.